# ТЕЦ Завідав'є
ТЕЦ Завідав'є — теплоелектроцентраль на південному заході Польщі у місті Вроцлав, найменша серед вроцлавських ТЕЦ.
У 2010 році компанія Kogeneracja SA (входить до групи PGE) придбала теплову мережу, що обслуговує вроцлавські райони Psie Pole та Завідав'є. На додачу до розміщених тут двох водогрійних котлів Viessman потужністю по 9,3 МВт в 2014-му запустили генераторну установку на базі двигуна внутрішнього згоряння, яка має електричну та теплову потужність 2,67 МВт та 2,55 МВт відповідно.
Як паливо станція використовує природний газ.